# Pahalmanpur
Pahalmanpur (nepalski: पहलमानपुर) – gaun wikas samiti w zachodniej części Nepalu w strefie Seti w dystrykcie Kailali. Według nepalskiego spisu powszechnego z 2001 roku liczył on 1707 gospodarstw domowych i 11892 mieszkańców (5879 kobiet i 6013 mężczyzn).